# Australian Open 2019
L'Australian Open 2019 è un torneo di tennis disputato nel complesso di Melbourne Park, a Melbourne in Australia, fra il 14 e il 27 gennaio 2019. È la 107ª edizione dell'Australian Open. L'evento è stato organizzato dalla International Tennis Federation (ITF), e faceva parte dell'ATP Tour 2019 e del WTA Tour 2019 sotto la categoria Grande Slam.

## Torneo
Il torneo ha compreso per la categoria Seniors i tornei di singolare, doppio e doppio misto. Inoltre sono messi in palio i titoli della categoria Junior e tennis in carrozzina.
Il torneo si giocava su venticinque campi in cemento plexicushion, inclusi i tre campi principali: Rod Laver Arena, Hisense Arena e Margaret Court Arena.

## Programma del torneo

### Statistiche finale singolare femminile
| 26 gennaio 2019 19:30 (GMT+11) Finale femminile | Naomi Ōsaka [4] | 2–1 7–6(2), 5–7, 6–4 | Petra Kvitová [8] | Rod Laver Arena, Melbourne spettatori: 14.820 Giudice di sedia: Louise Engzell |

|     |                         |     |  |
| 62% | Prime di servizio       | 64% |  |
|     |                         |     |  |
| 4   | Doppi falli             | 4   |  |
|     |                         |     |  |
| 33  | Errori gratuiti         | 39  |  |
|     |                         |     |  |
| 33  | Vincenti                | 33  |  |
|     |                         |     |  |
| 9   | Aces                    | 5   |  |
|     |                         |     |  |
| 76% | Vincenti 1ª di servizio | 71% |  |
|     |                         |     |  |
| 45% | Vincenti 2ª di servizio | 47% |  |
|     |                         |     |  |
| 116 | Punti totali            | 112 |  |
|     |                         |     |  |
|     |                         |     |  |

### Statistiche finale singolare maschile
| 27 gennaio 2019 19:30 (GMT+11) Finale maschile | Novak Đoković [1] | 3–0 6–3, 6–2, 6–3 | Rafael Nadal [2] | Rod Laver Arena, Melbourne spettatori: 14.820 Giudice di sedia: James Keothavong |

|     |                         |     |  |
| 72% | Prime di servizio       | 64% |  |
|     |                         |     |  |
| 0   | Doppi falli             | 2   |  |
|     |                         |     |  |
| 9   | Errori gratuiti         | 28  |  |
|     |                         |     |  |
| 34  | Vincenti                | 21  |  |
|     |                         |     |  |
| 8   | Aces                    | 3   |  |
|     |                         |     |  |
| 80% | Vincenti 1ª di servizio | 51% |  |
|     |                         |     |  |
| 84% | Vincenti 2ª di servizio | 62% |  |
|     |                         |     |  |
| 89  | Punti totali            | 53  |  |
|     |                         |     |  |
|     |                         |     |  |

## Teste di serie nel singolare
| Legenda colori              |
| Vincitore                   |
| Finalista                   |
| Semifinalista               |
| Quarti di finale            |
| Eliminati al 1T, 2T, 3T, 4T |

### Singolare maschile
Le teste di serie maschili sono state assegnate seguendo la classifica ATP al 7 gennaio 2019.
Nella tabella sottostante ranking e punteggio precedente al 14 gennaio 2019.
| Tds | Rank | Giocatore             | Punteggio precedente | Punti da difendere | Punti conquistati | Nuovo punteggio | Situazione                                     |
| --- | ---- | --------------------- | -------------------- | ------------------ | ----------------- | --------------- | ---------------------------------------------- |
| 1   | 1    | Novak Đoković         | 9.135                | 180                | 2.000             | 10.955          | Vittoria in finale contro Rafael Nadal [2]     |
| 2   | 2    | Rafael Nadal          | 7.480                | 360                | 1.200             | 8.320           | Sconfitto in finale da Novak Đoković [1]       |
| 3   | 3    | Roger Federer         | 6.420                | 2.000              | 180               | 4.600           | Eliminato al 4°T da Stefanos Tsitsipas [14]    |
| 4   | 4    | Alexander Zverev      | 6.385                | 90                 | 180               | 6.475           | Eliminato al 4°T da Milos Raonic [16]          |
| 5   | 6    | Kevin Anderson        | 4.810                | 10                 | 45                | 4.845           | Eliminato al 2°T da Frances Tiafoe             |
| 6   | 7    | Marin Čilić           | 4.160                | 1.200              | 180               | 3.140           | Eliminato al 4°T da Roberto Bautista Agut [22] |
| 7   | 8    | Dominic Thiem         | 4.095                | 180                | 45                | 3.960           | Eliminato al 2°T da Alexei Popyrin [WC]        |
| 8   | 9    | Kei Nishikori         | 3.750                | 0                  | 360               | 4.110           | Ritirato ai QF contro Novak Đoković [1]        |
| 9   | 10   | John Isner            | 3.155                | 10                 | 10                | 3.155           | Eliminato al 1°T da Reilly Opelka              |
| 10  | 11   | Karen Chačanov        | 2.835                | 45                 | 90                | 2.880           | Eliminato al 3°T da Roberto Bautista Agut [22] |
| 11  | 12   | Borna Ćorić           | 2.435                | 10                 | 180               | 2.605           | Eliminato al 4°T da Lucas Pouille [28]         |
| 12  | 13   | Fabio Fognini         | 2.315                | 180                | 90                | 2.225           | Eliminato al 3°T da Pablo Carreño Busta [23]   |
| 13  | 14   | Kyle Edmund           | 2.150                | 720                | 10                | 1.440           | Eliminato al 1°T da Tomáš Berdych              |
| 14  | 15   | Stefanos Tsitsipas    | 2.095                | 10                 | 720               | 2.805           | Eliminato in SF da Rafael Nadal [2]            |
| 15  | 19   | Daniil Medvedev       | 1.865                | 45                 | 180               | 2.000           | Eliminato al 4°T da Novak Đoković [1]          |
| 16  | 17   | Milos Raonic          | 1.900                | 10                 | 360               | 2.240           | Eliminato ai QF da Lucas Pouille [28]          |
| 17  | 18   | Marco Cecchinato      | 1.889                | (29)†              | 10                | 1.870           | Eliminato al 1°T da Filip Krajinović           |
| 18  | 16   | Diego Schwartzman     | 1.925                | 180                | 90                | 1.835           | Eliminato al 3°T da Tomáš Berdych              |
| 19  | 20   | Nikoloz Basilašvili   | 1.820                | 90                 | 90                | 1.820           | Eliminato al 3°T da Stefanos Tsitsipas [14]    |
| 20  | 21   | Grigor Dimitrov       | 1.790                | 360                | 180               | 1.610           | Eliminato al 4°T da Frances Tiafoe             |
| 21  | 22   | David Goffin          | 1.785                | 45                 | 90                | 1.830           | Eliminato al 3°T da Daniil Medvedev [15]       |
| 22  | 24   | Roberto Bautista Agut | 1.605                | 10                 | 360               | 1.955           | Eliminato ai QF da Stefanos Tsitsipas [14]     |
| 23  | 23   | Pablo Carreño Busta   | 1.705                | 180                | 180               | 1.705           | Eliminato al 4°T da Kei Nishikori [8]          |
| 24  | 25   | Chung Hyeon           | 1.585                | 720                | 45                | 910             | Eliminato al 2°T da Pierre-Hugues Herbert      |
| 25  | 27   | Denis Shapovalov      | 1.440                | 45                 | 90                | 1.485           | Eliminato al 3°T da Novak Đoković [1]          |
| 26  | 28   | Fernando Verdasco     | 1.410                | 45                 | 90                | 1.455           | Eliminato al 3°T da Marin Čilić [6]            |
| 27  | 29   | Alex de Minaur        | 1.353                | 0                  | 90                | 1.443           | Eliminato al 3°T da Rafael Nadal [2]           |
| 28  | 31   | Lucas Pouille         | 1.245                | 10                 | 720               | 1.955           | Eliminato in SF da Novak Đoković [1]           |
| 29  | 30   | Gilles Simon          | 1.280                | 45                 | 45                | 1.280           | Eliminato al 2°T da Alex Bolt [WC]             |
| 30  | 33   | Gaël Monfils          | 1.195                | 45                 | 45                | 1.195           | Eliminato al 2°T da Taylor Fritz               |
| 31  | 34   | Steve Johnson         | 1.190                | 10                 | 10                | 1.190           | Eliminato al 1°T da Andreas Seppi              |
| 32  | 32   | Philipp Kohlschreiber | 1.215                | 10                 | 45                | 1.250           | Eliminato al 2°T da João Sousa                 |
| -   | 39   | Frances Tiafoe        | 1.080                | 10                 | 360               | 1.430           | Eliminato ai QF da Rafael Nadal [2]            |

† Il giocatore non si è qualificato per l'edizione 2018. Di conseguenza, gli vengono detratti i punti del suo 18º miglior risultato.

#### Teste di serie ritirate
| Rank | Giocatore             | Punteggio precedente | Punti da difendere | Nuovo punteggio | Motivo ritiro           |
| ---- | --------------------- | -------------------- | ------------------ | --------------- | ----------------------- |
| 5    | Juan Martín del Potro | 5.150                | 90                 | 5.060           | Infortunio al ginocchio |
| 26   | Richard Gasquet       | 1.535                | 90                 | 1.445           | Infortunio all'inguine  |

### Singolare femminile
Le teste di serie femminili sono state assegnate seguendo la classifica WTA al 7 gennaio 2019.
Nella tabella sottostante ranking e punteggio precedente al 14 gennaio 2019.
| Tds | Rank | Giocatrice               | Punteggio precedente | Punti da difendere | Punti conquistati | Nuovo punteggio | Situazione                                    |
| --- | ---- | ------------------------ | -------------------- | ------------------ | ----------------- | --------------- | --------------------------------------------- |
| 1   | 1    | Simona Halep             | 6.642                | 1.300              | 240               | 5.582           | Eliminata al 4°T da Serena Williams [16]      |
| 2   | 2    | Angelique Kerber         | 5.505                | 780                | 240               | 4.965           | Eliminata al 4°T da Danielle Collins          |
| 3   | 3    | Caroline Wozniacki       | 5.436                | 2.000              | 130               | 3.566           | Eliminata al 3°T da Marija Šarapova [30]      |
| 4   | 4    | Naomi Ōsaka              | 5.270                | 240                | 2.000             | 7.030           | Vittoria in finale contro Petra Kvitová [8]   |
| 5   | 5    | Sloane Stephens          | 5.077                | 10                 | 240               | 5.307           | Eliminata al 4°T da Anastasija Pavljučenkova  |
| 6   | 7    | Elina Svitolina          | 4.940                | 430                | 430               | 4.940           | Eliminata ai QF da Naomi Ōsaka [4]            |
| 7   | 8    | Karolína Plíšková        | 4.750                | 430                | 780               | 5.100           | Eliminata in SF da Naomi Ōsaka [4]            |
| 8   | 6    | Petra Kvitová            | 5.000                | 10                 | 1.300             | 6.290           | Sconfitta in finale da Naomi Ōsaka [4]        |
| 9   | 9    | Kiki Bertens             | 4.490                | 130                | 70                | 4.430           | Eliminata al 2°T da Anastasija Pavljučenkova  |
| 10  | 10   | Dar'ja Kasatkina         | 3.415                | 70                 | 10                | 3.355           | Eliminata al 1°T da Timea Bacsinszky [PR]     |
| 11  | 11   | Aryna Sabalenka          | 3.365                | 10                 | 130               | 3.485           | Eliminata al 3°T da Amanda Anisimova          |
| 12  | 14   | Elise Mertens            | 2.985                | 780                | 130               | 2.335           | Eliminata al 3°T da Madison Keys [17]         |
| 13  | 12   | Anastasija Sevastova     | 3.160                | 70                 | 240               | 3.330           | Eliminata al 4°T da Naomi Ōsaka [4]           |
| 14  | 13   | Julia Görges             | 3.055                | 70                 | 10                | 2.995           | Eliminata al 1°T da Danielle Collins          |
| 15  | 15   | Ashleigh Barty           | 2.985                | 130                | 430               | 3.285           | Eliminata ai QF da Petra Kvitová [8]          |
| 16  | 16   | Serena Williams          | 2.976                | 0                  | 430               | 3.406           | Eliminata ai QF da Karolína Plíšková [7]      |
| 17  | 17   | Madison Keys             | 2.976                | 430                | 240               | 2.786           | Eliminata al 4°T da Elina Svitolina [6]       |
| 18  | 18   | Garbiñe Muguruza         | 2.865                | 70                 | 240               | 3.035           | Eliminata al 4°T da Karolína Plíšková [7]     |
| 19  | 19   | Caroline Garcia          | 2.660                | 240                | 130               | 2.550           | Eliminata al 3°T da Danielle Collins          |
| 20  | 20   | Anett Kontaveit          | 2.525                | 240                | 70                | 2.355           | Eliminata al 2°T da Aljaksandra Sasnovič      |
| 21  | 21   | Wang Qiang               | 2.485                | 10                 | 130               | 2.605           | Eliminata al 3°T da Anastasija Sevastova [13] |
| 22  | 22   | Jeļena Ostapenko         | 2.362                | 130                | 10                | 2.242           | Eliminata al 1°T da Maria Sakkarī             |
| 23  | 23   | Carla Suárez Navarro     | 2.153                | 430                | 70                | 1.793           | Eliminata al 2°T da Dajana Jastrems'ka        |
| 24  | 24   | Lesja Curenko            | 1.896                | 70                 | 70                | 1.896           | Eliminata al 2°T da Amanda Anisimova          |
| 25  | 26   | Mihaela Buzărnescu       | 1.700                | 10                 | 10                | 1.700           | Eliminata al 1°T da Venus Williams            |
| 26  | 25   | Dominika Cibulková       | 1.735                | 10                 | 10                | 1.735           | Eliminata al 1°T da Zhang Shuai               |
| 27  | 28   | Camila Giorgi            | 1.645                | 70                 | 130               | 1.705           | Eliminata al 3°T da Karolína Plíšková [7]     |
| 28  | 27   | Hsieh Su-wei             | 1.680                | 240                | 130               | 1.570           | Eliminata al 3°T da Naomi Ōsaka [4]           |
| 29  | 29   | Donna Vekić              | 1.580                | 70                 | 70                | 1.580           | Eliminata al 2°T da Kimberly Birrell [WC]     |
| 30  | 30   | Marija Šarapova          | 1.552                | 130                | 240               | 1.662           | Eliminata al 4°T da Ashleigh Barty [15]       |
| 31  | 32   | Petra Martić             | 1.465                | 240                | 130               | 1.345           | Eliminata al 3°T da Sloane Stephens [5]       |
| 32  | 34   | Barbora Strýcová         | 1.331                | 240                | 10                | 1.101           | Eliminata al 1°T da Julija Putinceva          |
| -   | 35   | Danielle Collins         | 1.329                | 40                 | 780               | 2.069           | Eliminata in SF da Petra Kvitová [8]          |
| -   | 44   | Anastasija Pavljučenkova | 1.160                | 70                 | 430               | 1.520           | Eliminata ai QF da Danielle Collins           |

## Teste di serie nel doppio
| Legenda colori          |
| Vincitori               |
| Finalisti               |
| Semifinalisti           |
| Quarti di finale        |
| Eliminati al 1T, 2T, 3T |

### Doppio maschile
| Team                  | Team                   | Rank1 | Tds |
| --------------------- | ---------------------- | ----- | --- |
| Oliver Marach         | Mate Pavić             | 7     | 1   |
| Juan Sebastián Cabal  | Robert Farah           | 10    | 2   |
| Jamie Murray          | Bruno Soares           | 14    | 3   |
| Bob Bryan             | Mike Bryan             | 15    | 4   |
| Pierre-Hugues Herbert | Nicolas Mahut          | 23    | 5   |
| Raven Klaasen         | Michael Venus          | 30    | 6   |
| Łukasz Kubot          | Horacio Zeballos       | 39    | 7   |
| Ben McLachlan         | Jan-Lennard Struff     | 40    | 8   |
| Jean-Julien Rojer     | Horia Tecău            | 44    | 9   |
| Dominic Inglot        | Franko Škugor          | 46    | 10  |
| Rajeev Ram            | Joe Salisbury          | 48    | 11  |
| Henri Kontinen        | John Peers             | 57    | 12  |
| Ivan Dodig            | Édouard Roger-Vasselin | 61    | 13  |
| Feliciano López       | Marc López             | 65    | 14  |
| Rohan Bopanna         | Divij Sharan           | 68    | 15  |
| Robin Haase           | Matwé Middelkoop       | 74    | 16  |

- 1 Ranking al 7 gennaio 2019.

### Doppio femminile
| Team                  | Team                        | Rank1 | Tds |
| --------------------- | --------------------------- | ----- | --- |
| Barbora Krejčíková    | Kateřina Siniaková          | 2     | 1   |
| Tímea Babos           | Kristina Mladenovic         | 6     | 2   |
| Gabriela Dabrowski    | Xu Yifan                    | 23    | 3   |
| Nicole Melichar       | Květa Peschke               | 25    | 4   |
| Andreja Klepač        | María José Martínez Sánchez | 36    | 5   |
| Lucie Hradecká        | Ekaterina Makarova          | 37    | 6   |
| Chan Hao-ching        | Latisha Chan                | 43    | 7   |
| Hsieh Su-wei          | Abigail Spears              | 47    | 8   |
| Raquel Atawo          | Katarina Srebotnik          | 49    | 9   |
| Irina-Camelia Begu    | Mihaela Buzărnescu          | 51    | 10  |
| Eri Hozumi            | Alicja Rosolska             | 62    | 11  |
| Anna-Lena Grönefeld   | Vania King                  | 63    | 12  |
| Kirsten Flipkens      | Johanna Larsson             | 72    | 13  |
| Miyu Katō             | Makoto Ninomiya             | 73    | 14  |
| Bethanie Mattek-Sands | Demi Schuurs                | 75    | 15  |
| Peng Shuai            | Yang Zhaoxuan               | 77    | 16  |

- 1 Ranking al 7 gennaio 2019.

### Doppio misto
| Team                | Team                 | Rank1 | Tds |
| ------------------- | -------------------- | ----- | --- |
| Gabriela Dabrowski  | Mate Pavić           | 13    | 1   |
| Nicole Melichar     | Bruno Soares         | 21    | 2   |
| Barbora Krejčíková  | Rajeev Ram           | 22    | 3   |
| Mihaela Buzărnescu  | Oliver Marach        | 29    | 4   |
| Anna-Lena Grönefeld | Robert Farah         | 31    | 5   |
| Abigail Spears      | Juan Sebastián Cabal | 35    | 6   |
| Makoto Ninomiya     | Ben McLachlan        | 39    | 7   |
| Ekaterina Makarova  | Artem Sitak          | 41    | 8   |

- 1 Ranking al 7 gennaio 2019.

## Wildcard
Ai seguenti giocatori è stata assegnata una wildcard per accedere al tabellone principale.

### Singolare maschile
- Alex Bolt
- James Duckworth
- Jason Kubler
- Li Zhe
- Marc Polmans
- Alexei Popyrin
- Jack Sock
- Jo-Wilfried Tsonga

### Singolare femminile
- Destanee Aiava
- Kimberly Birrell
- Clara Burel
- Zoe Hives
- Priscilla Hon
- Whitney Osuigwe
- Peng Shuai
- Ellen Perez

### Doppio maschile
- Alex Bolt /  Marc Polmans
- James Duckworth /  Jordan Thompson
- Blake Ellis /  Alexei Popyrin
- Gong Maoxin /  Zhang Ze
- Lleyton Hewitt /  John-Patrick Smith
- Nick Kyrgios /  Matt Reid
- Max Purcell /  Luke Saville

### Doppio femminile
- Destanee Aiava /  Naiktha Bains
- Alison Bai /  Zoe Hives
- Kimberly Birrell /  Priscilla Hon
- Lizette Cabrera /  Jaimee Fourlis
- Chang Kai-chen /  Hsu Ching-wen
- Ellen Perez /  Arina Rodionova
- Astra Sharma /  Isabelle Wallace

### Doppio misto
- Monique Adamczak /  Matt Reid
- Priscilla Hon /  Alexei Popyrin
- Maddison Inglis /  Jason Kubler
- Jessica Moore /  Andrew Whittington
- Astra Sharma /  John-Patrick Smith
- Samantha Stosur /  Leander Paes
- Iga Świątek /  Łukasz Kubot
- Zhang Shuai /  John Peers

## Qualificazioni
Le qualificazioni per i tabelloni principali si sono disputate dall'8 all'11 gennaio 2019.

### Singolare maschile
1. Tatsuma Itō
2. Christopher Eubanks
3. Bjorn Fratangelo
4. Daniel Evans
5. Henri Laaksonen
6. Prajnesh Gunneswaran
7. Gleb Sakharov
8. Stefano Travaglia
9. Rudolf Molleker
10. Thanasi Kokkinakis
11. Lloyd Harris
12. Luca Vanni
13. Mitchell Krueger
14. Viktor Troicki
15. Kamil Majchrzak
16. Miomir Kecmanović

### Singolare femminile
1. Astra Sharma
2. Misaki Doi
3. Viktorija Golubic
4. Bianca Andreescu
5. Karolína Muchová
6. Iga Świątek
7. Veronika Kudermetova
8. Anna Kalinskaya
9. Paula Badosa Gibert
10. Harriet Dart
11. Zhu Lin
12. Varvara Lepchenko
13. Jessika Ponchet
14. Ysaline Bonaventure
15. Natal'ja Vichljanceva
16. Beatriz Haddad Maia

## Ritiri
I seguenti giocatori sono stati ammessi di diritto nel tabellone principale, ma si sono ritirati a causa di infortuni o altre ragioni.
Prima del torneo
Singolare maschile
- Juan Martín del Potro → sostituito da  Pedro Sousa
- Richard Gasquet → sostituito da  Ugo Humbert
- Jozef Kovalík → sostituito da  Michael Mmoh
- Vasek Pospisil → sostituito da  Guillermo García López

Singolare femminile
- Coco Vandeweghe → sostituita da  Sachia Vickery

Durante il torneo
Singolare maschile
- Ernests Gulbis
- Malek Jaziri
- Thanasi Kokkinakis
- Kamil Majchrzak
- Jaume Munar
- Kei Nishikori
- Dominic Thiem

Singolare femminile
- Vera Lapko
- Andrea Petković

## Tennisti partecipanti ai singolari

### Singolare maschile
- Singolare maschile

| Campione                | Campione                 | Finalista                  | Finalista               |
| ----------------------- | ------------------------ | -------------------------- | ----------------------- |
| Novak Đoković [1]       | Novak Đoković [1]        | Rafael Nadal [2]           | Rafael Nadal [2]        |
| Semifinalisti           |                          |                            |                         |
| Lucas Pouille [28]      | Lucas Pouille [28]       | Stefanos Tsitsipas [14]    | Stefanos Tsitsipas [14] |
| Eliminati ai quarti     |                          |                            |                         |
| Kei Nishikori [8]       | Milos Raonic [16]        | Roberto Bautista Agut [22] | Frances Tiafoe          |
| Eliminati agli ottavi   |                          |                            |                         |
| Daniil Medvedev [15]    | Pablo Carreño Busta [23] | Alexander Zverev [4]       | Borna Ćorić [11]        |
| Marin Čilić [6]         | Roger Federer [3]        | Grigor Dimitrov [20]       | Tomáš Berdych           |
| Eliminati al 3º turno   |                          |                            |                         |
| Denis Shapovalov [25]   | David Goffin [21]        | Fabio Fognini [12]         | João Sousa              |
| Alex Bolt [WC]          | Pierre-Hugues Herbert    | Filip Krajinović           | Alexei Popyrin [WC]     |
| Fernando Verdasco [26]  | Karen Chačanov [10]      | Nikoloz Basilašvili [19]   | Taylor Fritz            |
| Andreas Seppi           | Thomas Fabbiano          | Diego Schwartzman [18]     | Alex de Minaur [27]     |
| Eliminati al 2º turno   |                          |                            |                         |
| Jo-Wilfried Tsonga [WC] | Tarō Daniel              | Marius Copil               | Ryan Harrison           |
| Leonardo Mayer          | Il'ja Ivaška             | Philipp Kohlschreiber [32] | Ivo Karlović            |
| Jérémy Chardy           | Gilles Simon [29]        | Chung Hyeon [24]           | Stan Wawrinka           |
| Márton Fucsovics        | Evgenij Donskoj          | Maximilian Marterer        | Dominic Thiem [7]       |
| Mackenzie McDonald      | Radu Albot               | John Millman               | Yoshihito Nishioka      |
| Viktor Troicki [Q]      | Stefano Travaglia [Q]    | Gaël Monfils [30]          | Daniel Evans [Q]        |
| Kevin Anderson [5]      | Jordan Thompson          | Pablo Cuevas               | Reilly Opelka           |
| Robin Haase             | Denis Kudla              | Henri Laaksonen [Q]        | Matthew Ebden           |
| Eliminati al 1º turno   |                          |                            |                         |
| Mitchell Krueger [Q]    | Martin Kližan            | Thanasi Kokkinakis [Q]     | Pablo Andújar           |
| Cristian Garín          | Marcel Granollers        | Jiří Veselý                | Lloyd Harris [Q]        |
| Jaume Munar             | Nicolás Jarry            | Malek Jaziri               | Luca Vanni [Q]          |
| Li Zhe [WC]             | Guido Pella              | Hubert Hurkacz             | Kamil Majchrzak [Q]     |
| Aljaž Bedene            | Ugo Humbert              | Jack Sock [WC]             | Bjorn Fratangelo [Q]    |
| Bradley Klahn           | Sam Querrey              | Ernests Gulbis             | Nick Kyrgios            |
| Steve Darcis [PR]       | Albert Ramos Viñolas     | Laslo Đere                 | Marco Cecchinato [17]   |
| Michail Kukuškin        | Gleb Sakharov [Q]        | Miša Zverev                | Benoît Paire            |
| Bernard Tomić           | Andrej Rublëv            | Michael Mmoh               | Miomir Kecmanović [Q]   |
| Andy Murray [PR]        | Federico Delbonis        | Tennys Sandgren            | Peter Gojowczyk         |
| Matteo Berrettini       | Roberto Carballés Baena  | Guido Andreozzi            | Christopher Eubanks [Q] |
| Damir Džumhur           | Cameron Norrie           | Tatsuma Itō [Q]            | Denis Istomin           |
| Adrian Mannarino        | Prajnesh Gunneswaran [Q] | Feliciano López            | Steve Johnson [31]      |
| Janko Tipsarević [PR]   | Dušan Lajović            | Jason Kubler [WC]          | John Isner [9]          |
| Kyle Edmund [13]        | Guillermo García López   | Marc Polmans [WC]          | Rudolf Molleker [Q]     |
| Pedro Sousa             | Mirza Bašić              | Jan-Lennard Struff         | James Duckworth [WC]    |

### Singolare femminile
- Singolare femminile

| Campionessa               | Campionessa             | Finalista                  | Finalista                |
| ------------------------- | ----------------------- | -------------------------- | ------------------------ |
| Naomi Ōsaka [4]           | Naomi Ōsaka [4]         | Petra Kvitová [8]          | Petra Kvitová [8]        |
| Semifinaliste             |                         |                            |                          |
| Karolína Plíšková [7]     | Karolína Plíšková [7]   | Danielle Collins           | Danielle Collins         |
| Eliminate ai quarti       |                         |                            |                          |
| Serena Williams [16]      | Elina Svitolina [6]     | Ashleigh Barty [15]        | Anastasija Pavljučenkova |
| Eliminate agli ottavi     |                         |                            |                          |
| Simona Halep [1]          | Garbiñe Muguruza [18]   | Anastasija Sevastova [13]  | Madison Keys [17]        |
| Amanda Anisimova          | Marija Šarapova [30]    | Sloane Stephens [5]        | Angelique Kerber [2]     |
| Eliminate al 3º turno     |                         |                            |                          |
| Venus Williams            | Dajana Jastrems'ka      | Timea Bacsinszky [PR]      | Camila Giorgi [27]       |
| Hsieh Su-wei [28]         | Wang Qiang [21]         | Elise Mertens [12]         | Zhang Shuai              |
| Belinda Bencic            | Aryna Sabalenka [11]    | Maria Sakkarī              | Caroline Wozniacki [3]   |
| Petra Martić [31]         | Aljaksandra Sasnovič    | Caroline Garcia [19]       | Kimberly Birrell [WC]    |
| Eliminate al 2º turno     |                         |                            |                          |
| Sofia Kenin               | Alizé Cornet            | Carla Suárez Navarro [23]  | Eugenie Bouchard         |
| Natal'ja Vichljanceva [Q] | Johanna Konta           | Iga Świątek [Q]            | Madison Brengle          |
| Tamara Zidanšek           | Laura Siegemund [PR]    | Aleksandra Krunić          | Bianca Andreescu [Q]     |
| Margarita Gasparjan       | Anastasija Potapova     | Kristýna Plíšková          | Viktória Kužmová         |
| Irina-Camelia Begu        | Julija Putinceva        | Lesja Curenko [24]         | Katie Boulter            |
| Wang Yafan                | Astra Sharma [Q]        | Rebecca Peterson           | Johanna Larsson          |
| Tímea Babos               | Markéta Vondroušová     | Anett Kontaveit [20]       | Kiki Bertens [9]         |
| Sachia Vickery            | Zoe Hives [WC]          | Donna Vekić [29]           | Beatriz Haddad Maia [Q]  |
| Eliminate al 1º turno     |                         |                            |                          |
| Kaia Kanepi               | Veronika Kudermetova    | Lara Arruabarrena          | Mihaela Buzărnescu [25]  |
| Clara Burel [WC]          | Samantha Stosur         | Peng Shuai [WC]            | Tatjana Maria            |
| Dar'ja Kasatkina [10]     | Varvara Lepchenko [Q]   | Ajla Tomljanović           | Zheng Saisai             |
| Dalila Jakupovič          | Ana Bogdan              | Misaki Doi [Q]             | Karolína Muchová [Q]     |
| Magda Linette             | Dar'ja Gavrilova        | Viktoryja Azaranka         | Stefanie Vögele          |
| Fiona Ferro               | Zarina Diyas            | Whitney Osuigwe [WC]       | Mona Barthel             |
| Anna Schmiedlová          | Zhu Lin [Q]             | Pauline Parmentier         | Destanee Aiava [WC]      |
| Dominika Cibulková [26]   | Anna Blinkova           | Kateryna Kozlova           | Viktorija Golubic [Q]    |
| Magdaléna Rybáriková      | Andrea Petković         | Kateřina Siniaková         | Barbora Strýcová [32]    |
| Ekaterina Aleksandrova    | Monica Niculescu        | Ekaterina Makarova         | Anna Kalinskaja [Q]      |
| Luksika Kumkhum           | Ellen Perez [WC]        | Priscilla Hon [WC]         | Jeļena Ostapenko [22]    |
| Harriet Dart [Q]          | Sorana Cîrstea          | Vera Lapko                 | Alison Van Uytvanck      |
| Taylor Townsend           | Ons Jabeur              | Evgenija Rodina            | Heather Watson           |
| Sara Sorribes Tormo       | Kirsten Flipkens        | Mónica Puig                | Alison Riske             |
| Julia Görges [14]         | Ysaline Bonaventure [Q] | Bethanie Mattek-Sands [PR] | Jessika Ponchet [Q]      |
| Kristina Mladenovic       | Paula Badosa Gibert [Q] | Bernarda Pera              | Polona Hercog            |

## Campioni

### Senior

#### Singolare maschile
Novak Đoković ha battuto in finale  Rafael Nadal con il punteggio di 6–3, 6–2, 6–3.
- È il settantatreesimo titolo in carriera per Djokovic, il primo della stagione nonché il settimo a Melbourne.

#### Singolare femminile
Naomi Ōsaka ha battuto in finale  Petra Kvitová con il punteggio di 7–6(2), 5–7, 6–4.
- È il terzo titolo in carriera per Ōsaka, il primo della stagione.

#### Doppio maschile
Pierre-Hugues Herbert /  Nicolas Mahut hanno battuto in finale  Henri Kontinen /  John Peers con il punteggio di 6–4, 7–6(1).

#### Doppio femminile
Samantha Stosur /  Zhang Shuai hanno battuto in finale  Tímea Babos /  Kristina Mladenovic con il punteggio di 6–3, 6–4.

#### Doppio misto
Barbora Krejčíková /  Rajeev Ram hanno battuto in finale  Astra Sharma /  John-Patrick Smith con il punteggio di 7–6(3), 6–1.

### Junior

#### Singolare ragazzi
Lorenzo Musetti ha battuto in finale  Emilio Nava con il punteggio di 4–6, 6–2, 7–6(12).

#### Singolare ragazze
Clara Taurel ha battuto in finale  Leylah Annie Fernandez con il punteggio di 6–4, 6–3.

#### Doppio ragazzi
Jonáš Forejtek /  Dalibor Svrčina hanno battuto in finale  Cannon Kingsley /  Emilio Nava con il punteggio di 7–6(5), 6–4.

#### Doppio ragazze
Natsumi Kawaguchi /  Adrienn Nagy hanno battuto in finale  Chloe Beck /  Emma Navarro con il punteggio di 6–4, 6–4.

### Tennisti in carrozzina

#### Singolare maschile carrozzina
Gustavo Fernández ha battuto in finale  Stefan Olsson con il punteggio di 7–5, 6–3.

#### Singolare femminile carrozzina
Diede de Groot ha battuto in finale  Yui Kamiji con il punteggio di 6–0, 6–2.

#### Quad singolare
Dylan Alcott ha battuto in finale  David Wagner con il punteggio di 6–4, 7–6(2).

#### Doppio maschile carrozzina
Joachim Gérard /  Stefan Olsson hanno battuto in finale  Stéphane Houdet /  Ben Weekes con il punteggio di 6–3, 6–2.

#### Doppio femminile carrozzina
Diede de Groot /  Aniek van Koot hanno battuto in finale  Marjolein Buis /  Sabine Ellerbrock con il punteggio di 5–7, 7–6(4), [10–8].

#### Quad doppio
Dylan Alcott /  Heath Davidson hanno battuto in finale  Andrew Lapthorne /  David Wagner con il punteggio di 6–3, 6(6)–7, [12–10].

## Punti
| Torneo    | Torneo    | V     | F     | SF  | QF  | 4T  | 3T  | 2T | 1T | Q  | Q3 | Q2 | Q1 |
| Singolare | Maschile  | 2.000 | 1.200 | 720 | 360 | 180 | 90  | 45 | 10 | 25 | 16 | 8  | 0  |
| Singolare | Femminile | 2.000 | 1.300 | 780 | 430 | 240 | 130 | 70 | 10 | 40 | 30 | 20 | 2  |
| Doppio    | Maschile  | 2.000 | 1.200 | 720 | 360 | 180 | 90  | 0  | –  | –  | –  | –  | –  |
| Doppio    | Femminile | 2.000 | 1.300 | 780 | 430 | 240 | 130 | 10 | –  | –  | –  | –  | –  |

## Montepremi
Il montepremi del 2019 ha ricevuto un aumento del 14% rispetto all'edizione scorsa raggiungendo la cifra record di 62.500.000 A$.
| Evento        | V           | F           | SF        | QF        | 4T        | 3T        | 2T        | 1T       | Q3       | Q2       | Q1       |
| Singolare     | A$4,100,000 | A$2,050,000 | A$920,000 | A$460,000 | A$260,000 | A$155,000 | A$105,000 | A$75,000 | A$40,000 | A$25,000 | A$15,000 |
| Doppio*       | A$750,000   | A$375,000   | A$190,000 | A$100,000 | A$55,000  | A$32,500  | A$21,000  | N.D.     | N.D.     | N.D.     | N.D.     |
| Doppio misto* | A$185,000   | A$95,000    | A$47,500  | A$23,000  | A$11,500  | A$5,950   | N.D.      | N.D.     | N.D.     | N.D.     | N.D.     |

*Per squadra